# Camembert-Täubling
Der ungenießbare Camembert-Täubling oder Braune Camembert-Täubling (Russula amoenolens) ist ein Pilz aus der Familie der Täublingsverwandten. Der Täubling hat einen gräulich-braunen Hut, der am Rand deutlich gerieft ist und bei feuchter Witterung sehr schmierig wird. Sein Fleisch schmeckt sehr scharf. Charakteristisch für den Pilz ist der deutliche Camembert-Geruch. Die Fruchtkörper des recht seltenen Täublings erscheinen häufig unter Eichen vom Sommer bis in den Herbst hinein.

## Merkmale

### Makroskopische Merkmale
Der Hut ist 4 bis 8 cm breit. Jung ist er fast kugelig, dann konvex, alt flach ausgebreitet mit niedergedrückter, teilweise auch trichterförmiger Mitte. Er ist graubraun oder umbrabraun gefärbt, in der Mitte dunkler als am Rand. Oft ist das Zentrum mehr oliv-schwärzlich getönt, während der Rand mehr schmutzig blass ist. Bei Feuchtigkeit ist die Huthaut schmierig-schleimig und lässt sich etwa bis zur Hälfte (des Hutradius) abziehen. Der Rand ist schon bald deutlich gerieft und bei Reife breit höckerig gerippt.
Die Lamellen sind erst weißlich, dann gräulich cremefarben und tränen oft. Sie sind oft mit kürzeren und gegabelten Lamellen untermischt. Die Schneiden sind glatt und das Sporenpulver ist cremefarben (IIb–IIc nach Romagnesi).
Der Stiel ist etwa 5 cm hoch und 1 cm breit, fest, aber zugleich brüchig spröde. Im Alter ist der Stiel meist gekammert hohl. Er ist ähnlich gefärbt wie der Hut, in der Regel aber blasser. Das Fleisch ist dünn, weißlich und spröde und riecht nach Topinambur oder käsig. Der Geschmack ist scharf und unangenehm.
Der Guajak-Test ist positiv, das Fleisch verfärbt sich blau/grün. Die FeSO4-Reaktion ist schwach positiv, das Fleisch verfärbt sich rosa, in einigen Fällen kann die Reaktion aber auch negativ ausfallen. Mit Phenol färbt sich das Fleisch purpurn/braun, der Formol-Test ist negativ.

### Mikroskopische Merkmale
Die deutlich elliptischen Sporen sind 6,3–8,5 (–9) µm lang und 5–6,5 µm breit. Der Q-Wert (Quotient aus Sporenlänge und -breit) ist 1,2–1,5. Das Sporenornament besteht aus bis zu 0,6 µm hohen, ziemlich dornigen und isoliert stehenden Warzen, die nur stellenweise und spärlich miteinander verbunden sind. Die 37–50 µm langen und 10–12 µm breiten Basidien sind keulig und tragen je vier Sterigmen. Die Pleurozystiden sind 42–90 µm lang und 6–10 µm breit und mehr oder weniger spindelig. An der Spitze sind sie mehrheitlich appendikuliert, das heißt, sie tragen einen kleinen Fortsatz. Die Cheilozystiden sind ähnlich und messen 47–72 × 6–10 µm. Alle Zystiden sind zahlreich und färben sich in Sulfobenzaldehyd grauschwarz an.
Die Huthaut (Epicutis) enthält zylindrische und an der Spitze stumpfe oder verjüngte Haare, die etwa 2–4 µm breit sind. Die Hyphenwände sind gelatinisiert. Zwischen den haarartigen Hyphenzellen kommen auch zylindrische bis pfriemförmige Pileozystiden vor. Diese sind 3–7 µm breit und ihr Inhalt färbt sich mit Sulfobenzaldehyd schwarz-grauschwarz an. Bisweilen können die Pileozystiden auch verdickt sein.

## Artabgrenzung
Innerhalb der Untersektion Pectinatinae gibt es viele ähnlich aussehende Arten.
Am ähnlichsten ist der Große Kamm-Täubling (Russula sororia). Dieser ist größer und robuster und hat einen Hutdurchmesser von 5–12 cm. Eine sichere Unterscheidung ist nur mit dem Mikroskop möglich. Die Sporen sind kugeliger und das Sporenornament wird nur bis zu 0,4 µm hoch.
Das Fleisch des Schärflichen Kamm-Täubling (Russula pectinata) schmeckt ebenfalls scharf. Der Täubling hat aber einen ockerfarbenen bis gelbbraunen Hut. Alle anderen ähnlichen Täublinge aus der Untersektion haben einen bisweilen unangenehmen, aber immer milden Geschmack.

## Ökologie
Der Camembert-Täubling geht vorwiegend eine Mykorrhiza mit Eichen ein. Man findet ihn daher meist in Eichen- und Hainbuchenwäldern, seltener in Nadelwäldern, aber auch an grasigen Stellen an Waldwegen, Dämmen und Parkanlagen. Er bevorzugt trockene bis mäßig frische, schwach saure bis neutrale, kalkarme bzw. oberflächlich versauerte Böden.

## Verbreitung

Europäische Länder mit Fundnachweisen des Camembert-Täublings.
Legende:
Länder mit Fundmeldungen
Länder ohne Nachweise
keine Daten
außereuropäische Länder

Der Camembert-Täubling ist in erster Linie eine europäische Täublingsart. Er wurde aber auch in Nord- und Mittelamerika (USA, Costa Rica), Nordafrika (Marokko), Neuseeland und den Ozeanischen Inseln gefunden.

## Systematik
Die Art Russula amoenolens wurde 1952 von Romagnesi beschrieben und damit deutlich von ähnlichen Arten abgegrenzt. Die Art ist synonym zu Russula sororia im Sinne von J. Schäffer und Russula pectinata im Sinne von Lange.

### Infragenerische Einordnung
Der Braune Camembert-Täubling wird von Bon in die Untersektion Pectinatinae innerhalb der Sektion Ingratae gestellt. Bei den Vertretern der Untersektion handelt sich um eher kleinere Arten mit einem gelbbraunen bis dunkel graubraunen Hut, der mitunter auch schmutzig weißlich bis blass gräulich sein kann. Wie beim Schwestertaxon Foetentinae ist der Hutrand mehr oder weniger höckrig gerieft und der Stiel mehr oder weniger hohlkammrig. Der Geruch kann schwach fruchtig, unangenehm spermatisch oder käseartig sein. Die Sporen tragen mehr oder weniger niedrige Warzen oder Rippen. Eine nahe verwandte Art ist der Große Kamm-Täubling (Russula sororia).

### Unterarten und Varietäten
Russula amoenolens var. pallescens (Karst.) ist eine Varietät mit schmutzig bleichem Hut.

## Bedeutung
Der Camembert-Täubling ist aufgrund seines scharfen Geschmacks kein Speisepilz.